# Hemistola pseudocrysoprasaria
Hemistola pseudocrysoprasaria là một loài bướm đêm trong họ Geometridae.